# Banc d'Arguin
Nacionalni park Banc d'Arguin (arapski: حوض آركين, francuski: Parc National du Banc d'Arguin) je nacionalni park u Arguinskom zaljevu na zapadnoj obali Mauritanije, između mjesta Nouakchott i Nouadhibou. Banc d'Arguin je osnovan kao park prirode, a 1978. godine je pretvoren u nacionalni park površine od 12.000 km². Upisan je 1989. godine na UNESCO-ov popis mjesta svjetske baštine u Africi zbog njegove velike bioraznolikosti u srazu škrte pustinje i bogatog primorja. 

## Povijest
Arguinski zaljev je zbog svog strateškog položaja promijenio kolonijalnu vlast nebrojeno puta. Prvi Europljani koji ga je posjetio bio je portugalski istraživač Nuno Tristão 1443. god. Portugalci su 1445. na otoku Arguin osnovali trgovačku postaju (koja je kasnije utvrđena) s koje se trgovalo gumarabikom. Do 1455., oko 800 robova je isplovljavalo s Arguina svake godine.
Godine 1633., tijekom rata protiv Španjolske (koja je tada vladala Portugalom), Nizozemska je preuzela kontrolu nad zaljevom koji je ostao pod njihovom vlašću sve do 1678. godine. Britanci su ga osvojili 1665., a Francuzi nakratko u rujnu 1678. godine. Zaljev je tada bio napušten sve do 1685. godine.
Arguinski zaljev je od 1685 - 1721. godine bio kolonija Brandenburga i Pruske (do 1701. kneževine Brandenburg, zatim Kraljevina Pruska). Francuska je tada preuzela kontrolu nad zaljevom, samo da bi ga opet sljedeće godine predala Nizozemskoj. Francuska ga je vratila od 1724. do 1728. kada se vratio pod kontrolu mauritanskih plemenskih poglavara. God. Iako je pripao Francuskoj Bečkim kongresom 1815. godine, zaljev je postao francuski posjed tek tijekom ranog dvadesetog stoljeća kao dio francuske kolonije Mauritanije. U njegovom plićaku se 1816. godine nasukao francuski brod Meduza, čija je tragična sudbina mornara postala temom slavne slike Théodorea Géricaulta, Splav Meduze. Zaljev je ostao pod do Mauritanske neovisnosti 1960. godine.

## Odlike
Unutar parka se Banc d'Arguin nalazi 15 otoka od kojih su najveći Arguin, Tidra, Niroumi, Nair i Kijji, povezani plićakom koji ispunjava gotovo cijeli zaljev. Upravo su te pješčane obale važno gnijezdilište oko 3 milijuna jedinki i 108 vrsta ptica selica kao što su morske ptice pelikani, kormorani i čigre, te močvarice: plamenci, čaplje, žličarka  (Platalea leucorodia), širokokljuna pješčana močvarica Limicola falcinellus, Chlidonias niger, prstenasti kulik (Charadrius hiaticula), sivi kulik (Pluvialis squatarola), Calidris canutus i dr. Okolne vode su jedne od ribom najbogatijih u zapadnoj Africi u kojima obitava više vrsta dupina i morskih kornjača.
Usprkos zaštiti, njegove okolne vode su žtva prekomjernog ribolova, što uvelike utječe na kolonije ptica u parku. Naime, Mauritanija je 2006. godine prodala koncesiju na ribolov u ovom području Europskoj uniji za umanjenje njezinog vanjskog duga. Taj postupak je osudilo lokalno stanovništvo plemena Imragen (kojih oko 500 živi u selima na obalama parka) nazivajući ga oblikom neokolonijalizma i osudom održivog razvoja.
- Plićak Banc d'Arguina
- Šljunčana obala otoka Arguin
- Portugalska utvrda Arguin 1721. god.
- Théodore Géricault, Splav Meduze, 1819., Louvre

## Vanjske poveznice
|  | Zajednički poslužitelj ima još gradiva o temi Banc d'Arguin |

- Službena stranica parka Banc d'Arguin Park  Arhivirana inačica izvorne stranice od 3. siječnja 2011. (Wayback Machine) (fr.)
- Portugalska utvrda Arguin  Arhivirana inačica izvorne stranice od 25. prosinca 2010. (Wayback Machine)
- Watching the Birds, Banc De´Arguin National Park, Mauritania video (engl.)